# 朱启銮
朱启銮（1914年—1990年），化名张又新，男，安徽歙县人，中华人民共和国政治人物。曾任南京航空学院院长，南京市政协副主席。